# زرآوند
زرآوند (نام علمی: Aristolochia) نام یک سرده از تیره زرآوندیان است. سرده‌ای علفی با حدود ۴۰۰ گونه با ساقهٔ به‌ندرت بالاروندهٔ چوبی، بومی مناطق گرمسیری و نیمه‌گرمسیری و معتدل برّ قدیم و استرالیا؛ برگ‌های آنها متناوب و کامل و دمبرگ‌دار با قاعدهٔ پهنک قلبی‌شکل است؛ میوهٔ آنها پوشینهٔ شکوفاست که با شش شکاف باز می‌شود.